# Royal Rumble (2000)
Royal Rumble 2000 est le treizième Royal Rumble, pay-per-view de catch de la World Wrestling Federation. Il s'est déroulé le 23 janvier 2000 au Madison Square Garden de New York. En France, cet événement a fait l'objet d'une diffusion sur Canal+. C'est aussi l'un des deux seuls Royal Rumble auquel a participé une femme, Chyna.

## Résultats
| #                                                          | Résultats                                                                                                   | Stipulations                                                                               | Commentaires | Durée |
| ---------------------------------------------------------- | --- | ------------------------------------------------------------------------------------------ | --- | ----- |
| 1                                                          | Tazz bat Kurt Angle                                                                                         | Match simple                                                                               | - Kurt Angle s'évanouit après un Tazzmission. - C'était la première défaite de Kurt Angle depuis ses débuts à la WWF deux mois plus tôt aux Survivors Series 1999 | 03:15 |
| 2                                                          | The Hardy Boyz (Matt et Jeff) battent The Dudley Boyz (Bubba Ray et D-Von)                                  | Le tout premier Elimination Tables match                                                   | - Jeff Hardy a porté une Swanton Bomb sur D-Von à travers une table pour l'emporter. | 10:18 |
| 3                                                          | Mae Young a remporté le Miss Rumble 2000 en battant Ivory, Terri, Jacqueline, Barbara Bush, Luna et The Kat | Miss Rumble swimsuit contest                                                               | - Les juges étaient: "Classy" Freddie Blassie, The Fabulous Moolah, Tony Garea, Andy Richter, Sgt. Slaughter, et Johnny Valiant. | N/A   |
| 4                                                          | Chris Jericho (c) bat Chyna (c) et Hardcore Holly                                                           | Triple Threat match pour prendre possession tout seul du WWF Intercontinental Championship | - Jericho a effectué le tombé sur Chyna après un Lionsault. - Jericho et Chyna étaient co-champions avant ce match. | 07:31 |
| 5                                                          | The New Age Outlaws (c) (Road Dogg et Mr. Ass) battent The Acolytes (Faarooq et Bradshaw)                   | Tag team match pour le WWF Tag Team Championship                                           | - Mr. Ass a effectué le tombé sur Bradshaw après un Fameasser. - Pendant le match, X-Pac est intervenu en faveur des Outlaws. | 02:39 |
| 6                                                          | Triple H (c) bat Cactus Jack                                                                                | Street Fight pour le WWF Championship                                                      | - Triple H a effectué le tombé sur Cactus après un pedigree sur des punaises. | 26:55 |
| 7                                                          | The Rock a remporté le Royal Rumble 2000                                                                    | Royal Rumble match                                                                         | - Les deux derniers participants étaient big show et The Rock. The Rock envoyait the big show par-dessus la troisième corde pour remporter le Rumble. (51:47) - The Big Show affirmait cependant qu'il a remporté le Royal Rumble 2000, comme les deux pieds du Rock étaient tombés en premier. Il montrait plus tard une séquence vidéo à WWE Raw prouvant que c'était vrai, et s'est vu remettre un match contre The Rock avec la chance pour le titre à WrestleMania en jeu. | 51:54 |
| (c) désigne le champion défendant son titre dans le match. | |                                                                                            | |       |

## Entrées et éliminations du Royal Rumble
Un nouvel entrant arrivait approximativement toutes les 90 secondes.
| # Entrée | Entrant             | # Élimination | Éliminé par                                                                | Temps |
| -------- | ------------------- | ------------- | -------------------------------------------------------------------------- | ----- |
| 1        | D'Lo Brown          | 3             | Rikishi                                                                    | 6:08  |
| 2        | Grand Master Sexay  | 4             | Rikishi                                                                    | 7:42  |
| 3        | Mosh                | 1             | Rikishi                                                                    | 3:37  |
| 4        | Christian           | 2             | Rikishi                                                                    | 2:08  |
| 5        | Rikishi             | 8             | The Big Boss Man, Test, The British Bulldog, Gangrel, Edge et Bob Backlund | 16:23 |
| 6        | Scotty 2 Hotty      | 5             | Rikishi                                                                    | 1:02  |
| 7        | Steve Blackman      | 6             | Rikishi                                                                    | 0:44  |
| 8        | Viscera             | 7             | Rikishi                                                                    | 1:25  |
| 9        | The Big Boss Man    | 15            | The Rock                                                                   | 22:47 |
| 10       | Test                | 17            | The Big Show                                                               | 26:17 |
| 11       | The British Bulldog | 13            | Road Dogg                                                                  | 15:22 |
| 12       | Gangrel             | 18            | The Big Show                                                               | 23:19 |
| 13       | Edge                | 14            | Al Snow et Val Venis                                                       | 14:48 |
| 14       | Bob Backlund        | 9             | Edge                                                                       | 2:00  |
| 15       | Chris Jericho       | 10            | Chyna                                                                      | 3:47  |
| 16       | Crash Holly         | 16            | The Rock                                                                   | 14:54 |
| 17       | Chyna               | 11            | The Big Boss Man                                                           | 0:37  |
| 18       | Faarooq             | 12            | The Big Boss Man                                                           | 0:18  |
| 19       | Road Dogg           | 25            | Billy Gunn                                                                 | 19:02 |
| 20       | Al Snow             | 24            | The Rock                                                                   | 17:17 |
| 21       | Val Venis           | 20            | Kane                                                                       | 11:47 |
| 22       | Prince Albert       | 21            | Kane                                                                       | 11:23 |
| 23       | Hardcore Holly      | 22            | Al Snow                                                                    | 11:48 |
| 24       | The Rock            | -             |                                                                            | 14:47 |
| 25       | Billy Gunn          | 26            | Kane                                                                       | 9:38  |
| 26       | The Big Show        | 29            | The Rock                                                                   | 11:12 |
| 27       | Bradshaw            | 19            | Road Dogg et Billy Gunn                                                    | 0:25  |
| 28       | Kane                | 27            | X-Pac                                                                      | 6:11  |
| 29       | The Godfather       | 23            | The Big Show                                                               | 1:32  |
| 30       | X-Pac               | 28            | The Big Show                                                               | 3:32  |

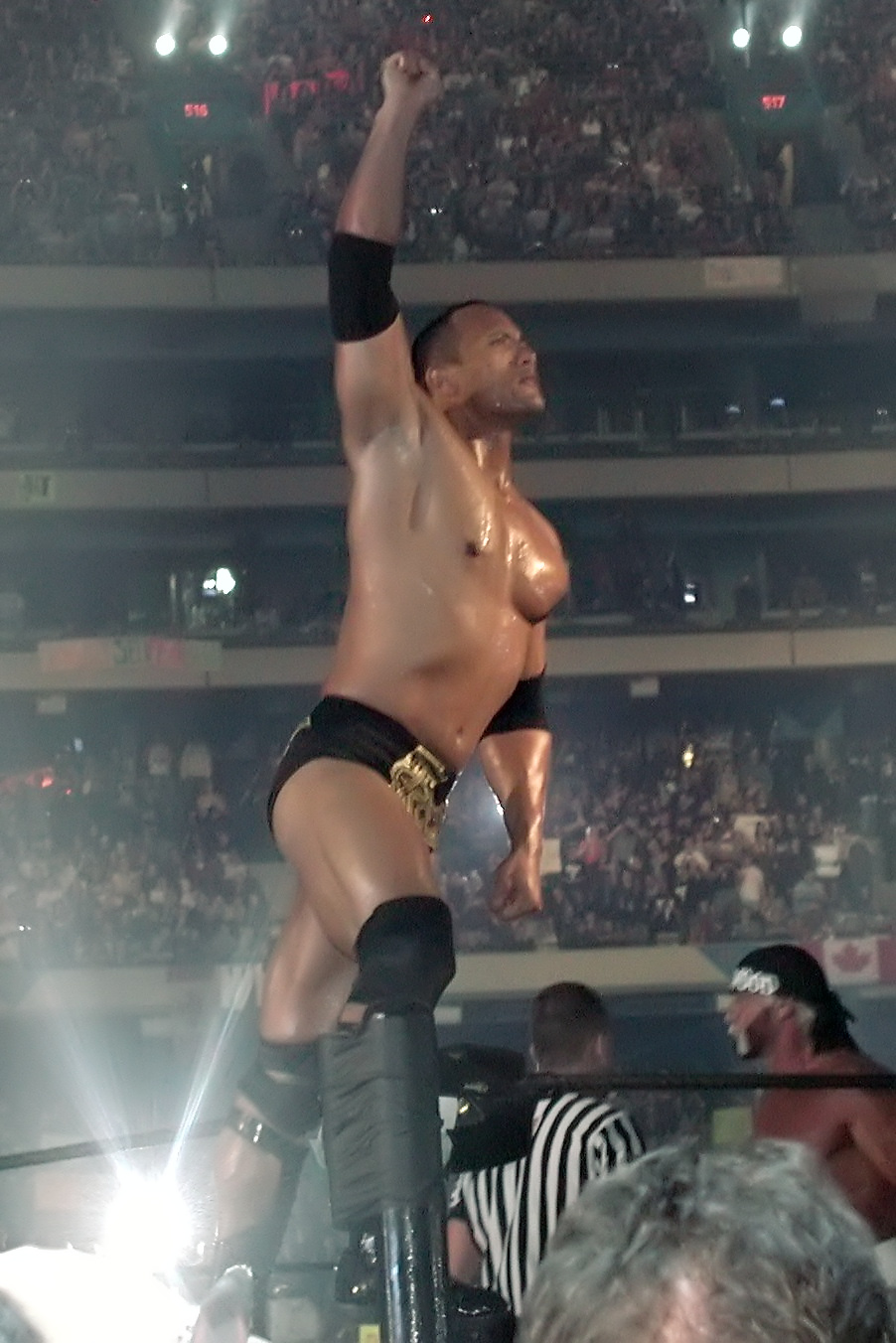
The Rock, vainqueur du Royal Rumble.

- Rikishi a éliminé le plus de catcheurs avec 7 catcheurs.
- Faarooq est resté le moins longtemps sur le ring avec 18 secondes.
- Test est resté le plus longtemps sur le ring avec 26 minutes et 17 secondes.
- Il a fallu 6 catcheurs pour éliminer Rikishi du ring.